# 北海道道526号東札幌停車場線
北海道道526号東札幌停車場線（ほっかいどうどう526ごう ひがしさっぽろていしゃじょうせん）は、北海道札幌市内を走る一般道道（北海道道）である。

## 概要

### 路線データ
- 起点：北海道札幌市白石区菊水7条4丁目（旧国鉄 千歳線 東札幌駅跡）
- 終点：北海道札幌市白石区菊水6条4丁目（北海道道3号札幌夕張線交点）
- 総延長：0.3km

## 歴史
- 開拓時代、白石村から札幌本府へ直接（豊平橋を経由）通じる唯一の道路であった。現在の国道12号と国道36号を結んでいた。
- 昭和初期まで、山道（やまみち）と呼ばれていた。
- 山道の札幌側は、現在は北海道道3号札幌夕張線の一部となっており、菊水2条3丁目から豊平区豊平1条3丁目まで残っている。
- 山道の白石側は、途中分断されているが、札幌コンベンションセンターのあたりで一部残っている。
- 1966年（昭和41年）3月31日 - 路線認定[1]。

## 地理

### 通過する自治体
- 石狩振興局
  - 札幌市

### 交差する道路
札幌市
- 北海道道3号札幌夕張線 - 菊水6条4丁目（終点）